# Wiljam Sarjala
Vihtori Wiljam Sarjala (till 1935 Sulo), född 18 december 1901 i Letala, död 6 maj 1977 i Esbo, var en finländsk politiker. Han var far till Jukka Sarjala.
Sarjala var lantbruksinspektör i Kangasniemi 1928–1948 och ledamot av Finlands riksdag för Agrarförbundet 1948–1970. Han var andre finansminister och kommunikationsminister 1957 samt finansminister 1959–1962. Han tilldelades kommunalråds titel 1962.

## Utmärkelser
- Kommendörstecknet av Finlands Vita Ros’ orden[2]
- Riddartecknet av Finlands Lejons orden[2]

[Redigera Wikidata]